# Peder Lauridsen Kylling
Peder Lauridsen Kylling, född 1640, död 1696, var en dansk botanist.
Kylling utnämndes 1682 till botanicus regius. Hans arbeten Catalogus plantarum CCCCIV in Luco aureo s. Gyldenlund (det vill säga Charlottenlund) provenientium (1684) och Viridarium danicum (1688) är ännu viktiga källskrifter för den danska floran.